# スパスカヤ駅
スパスカヤ駅（すぱすかやえき、ロシア語: Спасская станция、スパスカヤ・スタンツィヤ）は、サンクトペテルブルク地下鉄の駅である。救世主駅の意味であり、1961年まで存在したウスペンスカヤ教会（生神女就寝教会）の通称である「干草（センナヤ広場）の上の救世主教会」に由来する駅名である。

## 接続路線

### 鉄道
- サンクトペテルブルク地下鉄
  - ■2号線 - センナヤ広場駅
  - ■5号線 - サドーヴァヤ駅
    - 地下通路で繋がっているため、改札を通らずに乗換可能である。また、センナヤ広場・サドーヴァヤ駅の改札を入場後スパスカヤ駅から電車に乗車することも可能である。

### 路面電車、トロリーバス、路線バス、乗合タクシー
センナヤ広場駅・サドーヴァヤ駅の記事を参照。

## 駅構造
地下61mに島式プラットホームがある地下駅である。開通からしばらく出入口が無かったので、スパスカヤ駅で乗降する際は、センナヤ広場駅またはサドーヴァヤ駅の出入口を利用し、これらの駅からスパスカヤ駅への連絡通路を通って乗降していたが、2013年11月7日にようやく独自の出入口が作られた。
- ドゥイベンコ通り方面

## 駅周辺
センナヤ広場駅・サドーヴァヤ駅の記事を参照。

## 歴史
- 2009年3月7日　地下鉄4号線　ドストエフススカヤ～スパスカヤ間開通と同時に開業。
- 2013年11月7日　当駅の独自の出入口が使用開始。

## 隣の駅
サンクトペテルブルク地下鉄
■4号線（プラボベレズナヤ（右岸）線）
スパスカヤ - ドストエフスカヤ